# Saint-Perdon
Saint-Perdon ist eine französische Gemeinde mit 1.729 Einwohnern (Stand: 1. Januar 2022) im Département Landes in der Region Nouvelle-Aquitaine. Sie gehört zum Arrondissement Mont-de-Marsan und zum Kanton Mont-de-Marsan-2. Die Einwohner werden Saint-Perdonnais genannt.

## Geographie
Die Gemeinde Saint-Perdon liegt etwa acht Kilometer westsüdwestlich von Mont-de-Marsan am Südrand der Landes de Gascogne. Die Midouze begrenzt die Gemeinde im Norden. Umgeben wird Saint-Perdon von den Nachbargemeinden Campet-et-Lamolère im Norden, Saint-Pierre-du-Mont im Osten, Haut-Mauco im Südosten und Süden, Campagne im Westen sowie Saint-Martin-d’Oney im Nordwesten.

## Bevölkerungsentwicklung
| Jahr                       | 1962 | 1968 | 1975 | 1982 | 1990 | 1999 | 2006 | 2012 | 2021 |
| Einwohner                  | 623  | 640  | 610  | 748  | 938  | 984  | 1254 | 1609 | 1725 |
| Quellen: Cassini und INSEE |      |      |      |      |      |      |      |      |      |

## Sehenswürdigkeiten
- Kirche Saint-Perdon
- Kirche Saint-Orens
- Schloss Bertheuil, 2011 teilweise eingestürzt
- Stierkampfarena André-Ducourneau, 1953 errichtet, 2009 teilweise eingestürzt

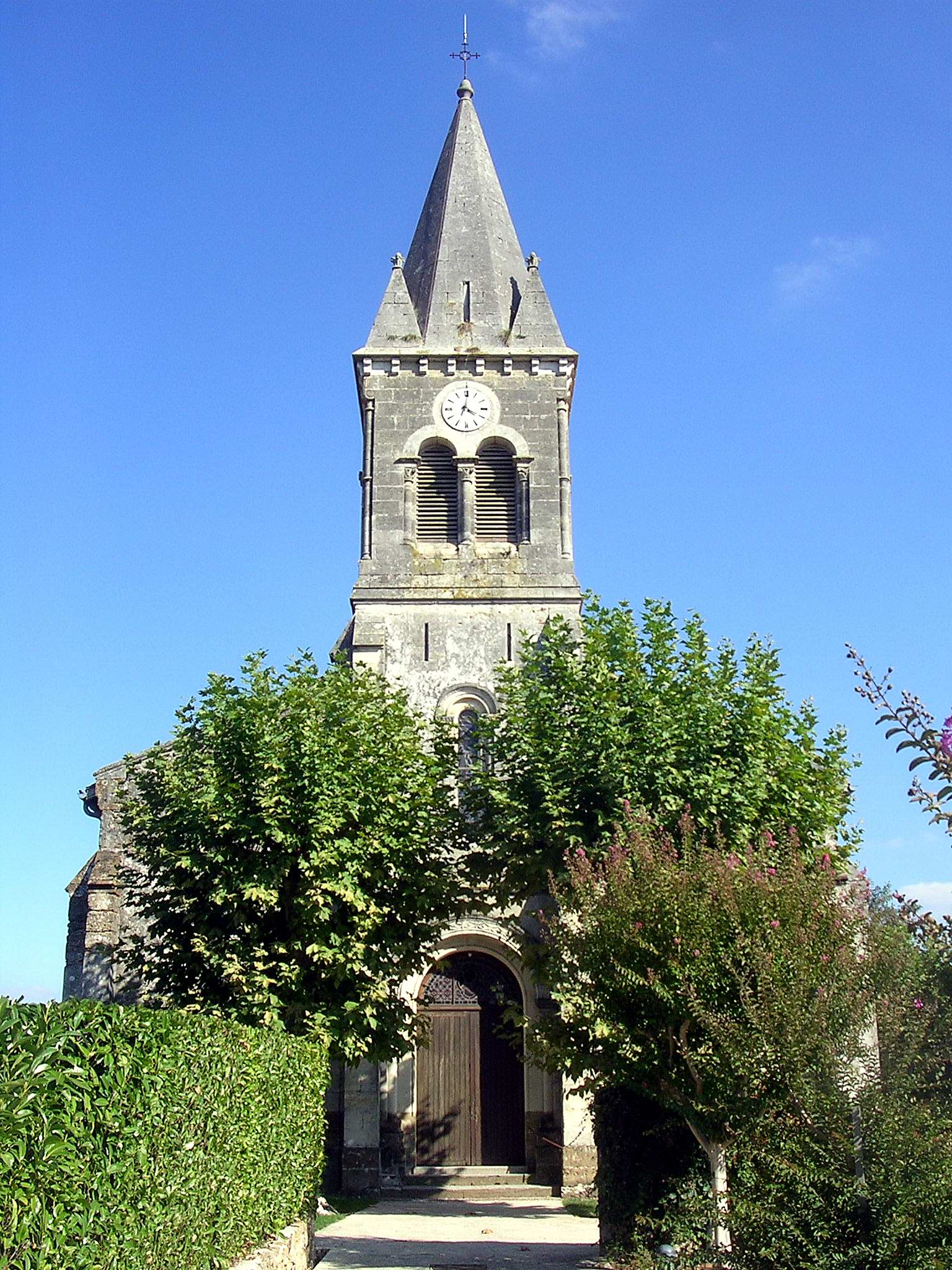
Kirche Saint-Perdon
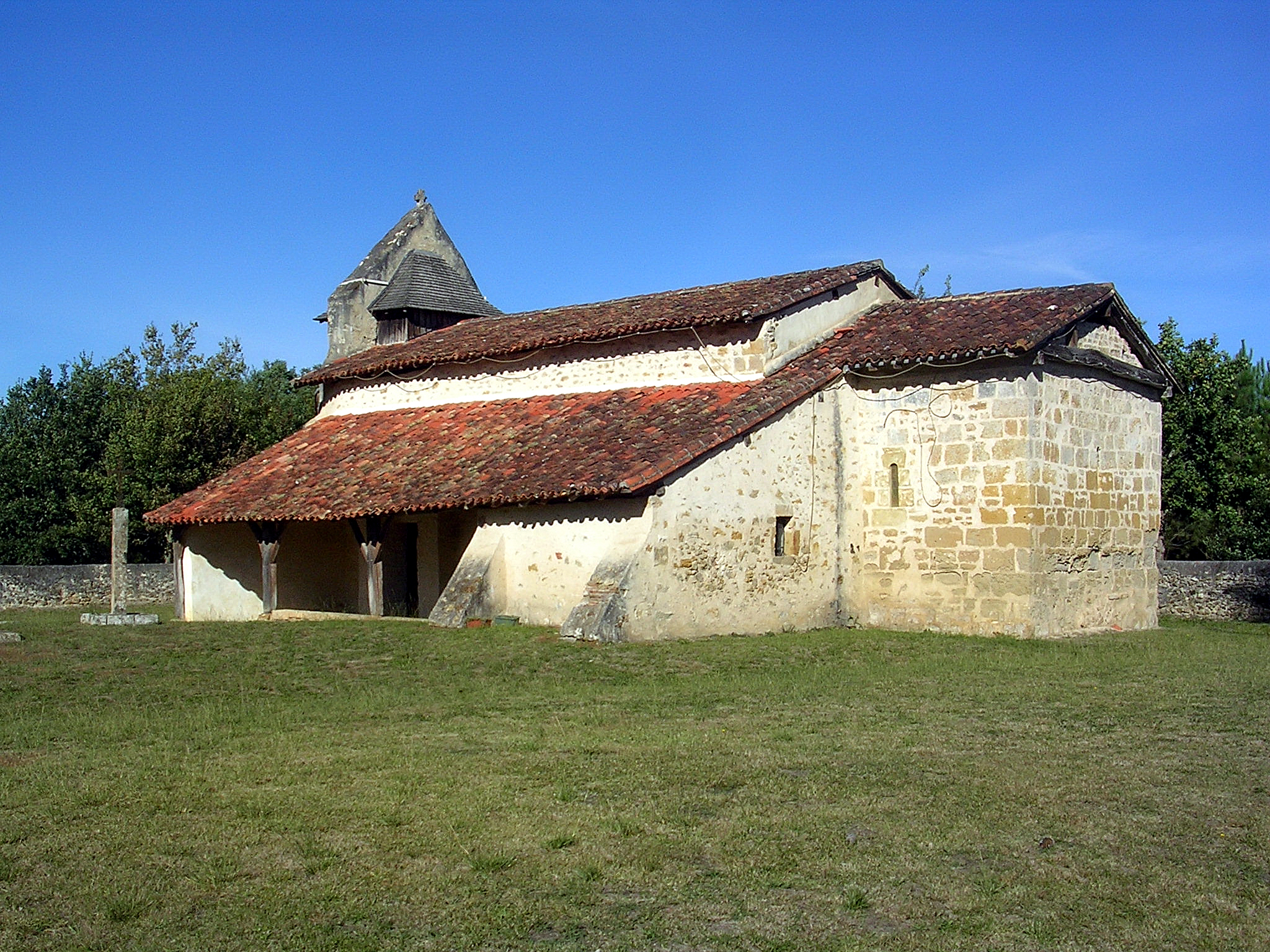
Kirche Saint-Orens
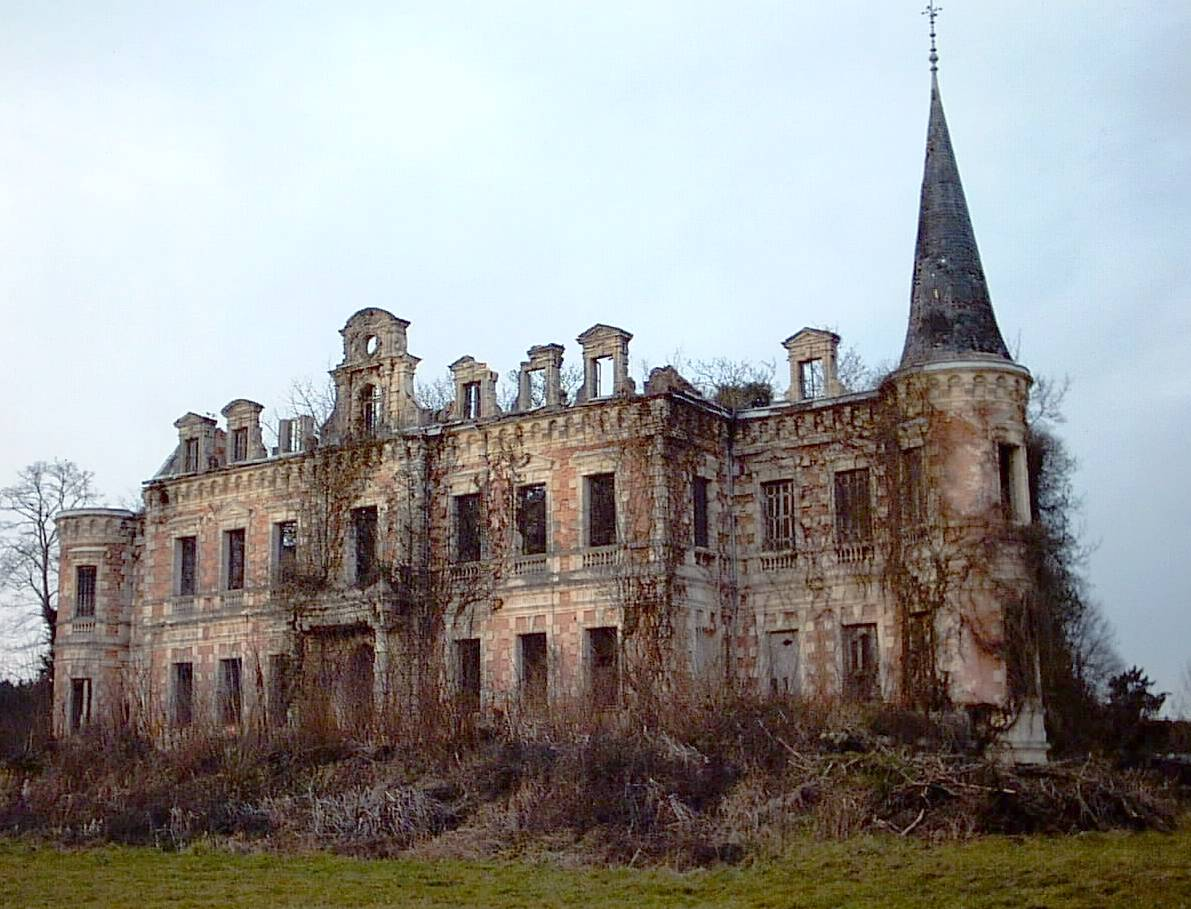
Schloss Bertheuil (nach dem Einsturz)